# Vrhovni poveljnik zavezniških sil Južna Evropa
Vrhovni poveljnik zavezniških sil Južna Evropa (angleško Commander-in-Chieff of Allied Forces South Europe; kratica: CINCAFSOUTH oz. CINCSOUTH) je bil vodja Zavezniških sil Južna Evropa (AFSOUTH). Prvi CINCAFSOUTH je 19. junija 1951 postal ameriški admiral Robert Bostwick Carney; slednji je v tem času že bil poveljnik Pomorskih sil ZDA Vzhodnega Jadrana in Sredozemlja. Poveljnik (s štabom) je bil nastanjen v Neaplju in je bil zadolžen za obrambno Južne Evrope (razen zahodnega Sredozemlja in Turčije). Položaj je bil ukinjen leta 2004, saj se je poveljstvo preoblikovalo v Poveljstvo skupne sile Neapelj (Joint Force Command Naples).

## Poveljniki
- admiral Robert Bostwick Carney: 1951 - 1953
- admiral William M. Fechteler: 1953 - 1956
- Robert P. Briscoe: 1956 - 1959
- Charles R. Brown: 1959 - 1961
- James S. Russell: 1961 - 1965
- Charles D. Griffin: 1965 - 1968
- Horacio Rivero mlajši: 1968 - 1972
- Richard G. Colbert: 1972 - 1973
- Means Johnston mlajši: 1973 - 1975
- Stansfield Turner: 1975 - 1977
- Harold E. Shear: 1978 - 1980
- William J. Crowe: 1980 - 1983
- admiral William J. Crowe mlajši: januar - maj 1983
- admiral William N. Small: maj 1983 - maj 1985
- admiral Lee Baggett mlajši: maj - november 1985
- admiral Arthur S. Moreau mlajši: november 1985 - december 1986
- admiral James B. Busey IV.: marec 1987 - maj 1989
- Jonathan T. Howe: 1989 - 1991
- admiral Jeremy Michael Boorda: december 1991 - april 1994
- admiral Leighton W. Smith: april 1994 - julij 1996
- admiral T. Joseph Lopez: julij 1996 - oktober 1998
- admiral James O. Ellis mlajši: oktober 1998 - oktober 2001
- admiral Gregory G. Johnson: oktober 2001 - oktober2004